# Midões (Barcelos)
Midões is een plaats (freguesia) in de Portugese gemeente Barcelos en telt 457 inwoners (2001).

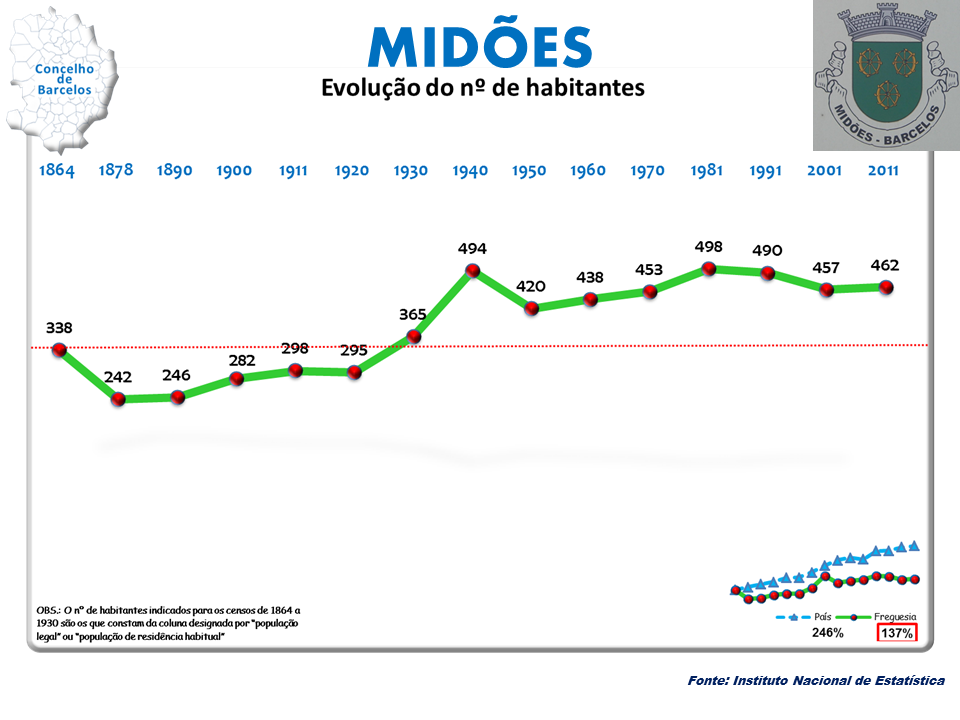
Bevolkingsontwikkeling tussen 1864 en 2011